# Bistrica ob Dravi
Bistrica ob Dravi – wieś w Słowenii, w gminie Ruše. W 2018 roku liczyła 1339 mieszkańców.